# (2467) Коллонтай
(2467) Коллонтай (лат. Kollontai) — типичный астероид главного пояса, открыт 14 августа 1966 года советским астрономом Людмилой Черных в Крымской астрофизической обсерватории и 24 июля 1983 года назван в честь революционерки, советской государственной деятельницы и дипломата Александры Коллонтай.

## Обнаружение и именование
(2467) Коллонтай
Открыт 14 августа 1966 года в Научном Л. И. Черных.
Назван в память об Александре Михайловне Коллантай (1872—1952) — после СССР в Норвегии, Мексике и Швеции, первой в мире женщине-министре.
Оригинальный текст (англ.)2467 Kollontai
Discovered 1966-08-14 by Chernykh, L. at Nauchnyj.
Named in memory of Aleksandra Mikhailovna Kollantai (1872—1952), who served as Soviet ambassador to Norway, Mexico and Sweden, the first woman of any nation ever to become an accredited minister to a foreign country.
Источники: DISCOVERY.DB; M.P.C. 8064.

## Орбита

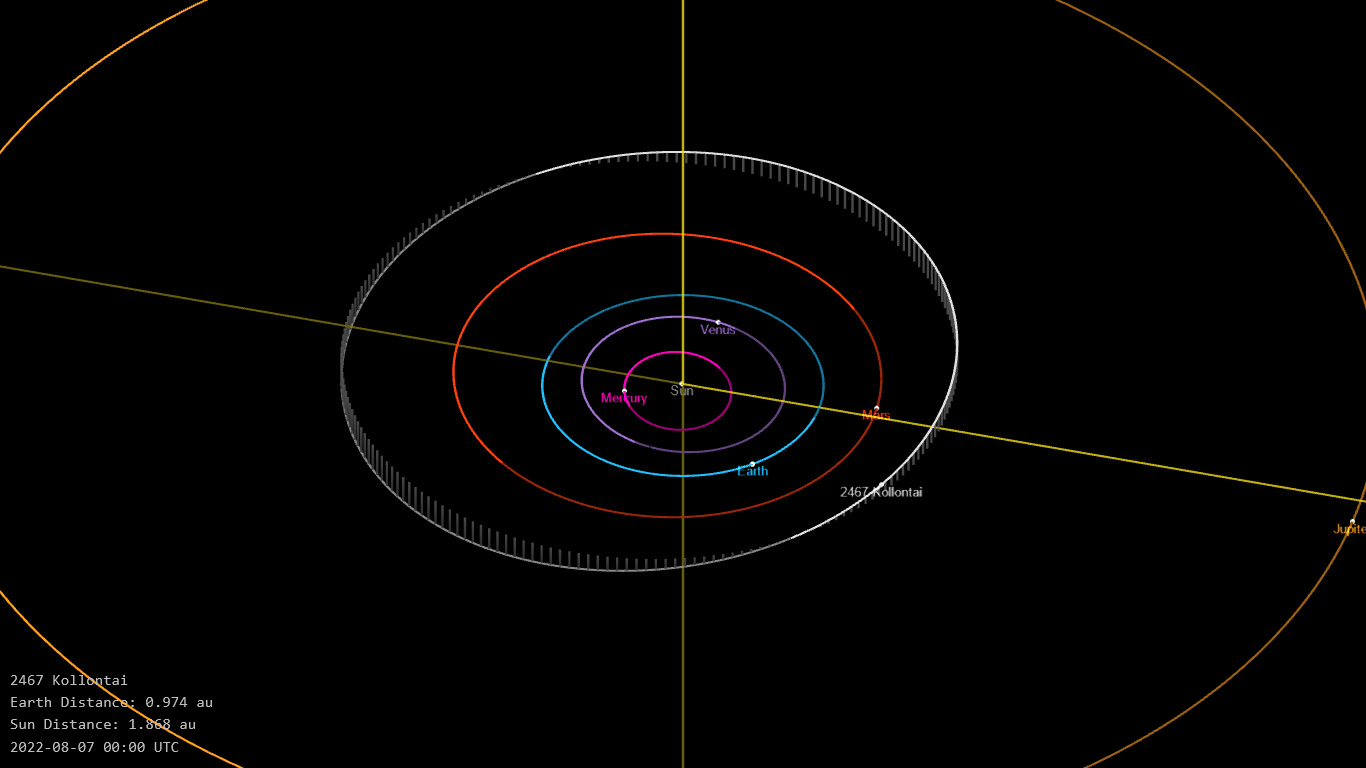
Орбита астероида Коллонтай и его положение в Солнечной системе

## Физические характеристики
Из результатов второго этапа спектроскопической съёмки малых астероидов главного пояса (Small Main-belt Asteroid Spectroscopic Survey, SMASSII) следует, что астероид относится к таксономическому классу Sl.
По результатам наблюдений в видимом и ближнем инфракрасном диапазоне космического телескопа NEOWISE диаметр астероида сначала оценивался равным 8,499±0,043 км, позже — 7,49±1,91 км и 8,127±0,204 км.
Согласно тем же источникам альбедо оценивается как 0,2701±0,0414, 0,30±0,13 и 0,305±0,061.